# Jacques-Alain Miller
Jacques-Alain Miller (Châteauroux, 14 de febrero de 1944) es un psicoanalista lacaniano francés, fundador de la Asociación Mundial de Psicoanálisis.
Inició sus estudios junto a Jean-Paul Sartre, a quien conoció a los 16 años. Luego ingresó a la Escuela Normal Superior de París donde, en 1964, conoció a Jacques Lacan. Asistió a los seminarios de Roland Barthes en la École pratique des hautes études. Fue discípulo de Louis Althusser, junto a Jacques Rancière y Ettiene Balibar. Impulsado por Althusser a estudiar la obra completa de Lacan, entabló luego una relación estrecha con el psicoanalista y contrajo matrimonio con su hija Judith.
Fue director del departamento de Psicoanálisis de la Universidad de París VIII y presidente de la École de la Cause freudienne, que fundó en 1981 junto a Jacques Lacan. Tras la muerte de este, se ha dedicado principalmente al estudio y la difusión de su pensamiento, editando sus seminarios y brindando cursos y conferencias en distintas partes del mundo.

## Obra en castellano
- "Introducción al Método Psicoanalítico". Editorial Paidós. Buenos Aires, 1997.
- El Hueso de un análisis. Buenos Aires: Tres Haches, 1998. ISBN 978-9318-00-5
- Los signos del goce. Buenos Aires: Paidós, 1998. ISBN 978-950-12-5451-8
- El establecimiento del seminario de Jacques Lacan. Buenos Aires: Tres Haches, 1999. ISBN 978-987-9318-03-4.
- Lakant. Buenos Aires: Tres Haches, 2000. ISBN 978-987-9318-09-6
- Seis fragmentos clínicos de psicosis. Buenos Aires: Tres Haches, 2000. ISBN 978-987-9318-08-9
- La transferencia negativa. Buenos Aires: Tres Haches, 2000. ISBN 978-987-9318-07-2
- El banquete de los analistas. Buenos Aires: Paidós, 2000. ISBN 978-950-12-8852-0
- Cartas a la opinión ilustrada. Buenos Aires: Paidós, 2002. ISBN 978-950-12-3613-2
- Biología lacaniana y acontecimiento del cuerpo. Buenos Aires: Colección Diva, 2002. ISBN 978-987-97565-4-6
- De la naturaleza de los semblantes. Buenos Aires: Paidós, 2002. ISBN 978-950-12-8853-7
- La erótica del tiempo y otros textos. Buenos Aires: Tres Haches, 2003. ISBN 978-987-9318-14-0
- Un comienzo en la vida: de Sartre a Lacan. Madrid: Síntesis, 2003. ISBN  978-849-756-096-2
- La psicosis ordinaria. Buenos Aires: Paidós, 2004. ISBN 978-950-12-8804-9
- La experiencia de lo real en la cura psicoanalítica. Buenos Aires: Paidós, 2004. ISBN 978-950-12-8854-4
- Los usos del lapso. Buenos Aires: Paidós, 2005. ISBN 978-950-12-8855-1
- El otro que no existe y sus comités de ética. Buenos Aires: Paidós, 2005. ISBN 978-950-12-8856-8
- Introducción a la clínica lacaniana. Barcelona: RBA, 2006. ISBN 978-84-7871-749-1
- La angustia. Introducción al seminario X de Jacques Lacan. Barcelona: Gredos, 2007. ISBN 978-84-7871-997-6
- La regla del juego: testimonio de encuentro con el psicoanálisis (junto a Bernard-Henri Levy). Madrid: Gredos, 2008. ISBN 978-84-249-3565-8
- Conferencias Porteñas. Tomo I. Buenos Aires: Paidós, 2009. ISBN 978-950-12-8900-8
- Conferencias Porteñas. Tomo II. Buenos Aires: Paidós, 2009. ISBN 978-950-12-8899-5
- Extimidad. Buenos Aires: Paidós, 2010. ISBN 978-950-12-8858-2
- Los divinos detalles. Buenos Aires: Paidós, 2010. ISBN 978-950-12-8859-9
- Punto Cenit. Política, religión y el psicoanálisis. Buenos Aires: Colección Diva, 2012. ISBN 978-987-222245-3-0
- El lugar y el lazo. Buenos Aires: Paidós, 2013. ISBN 978-950-12-8863-6
- Piezas sueltas. Buenos Aires: Paidós, 2013. ISBN 978-950-12-8864-3
- Del síntoma al fantasma. Y retorno. Buenos Aires: Paidós, 2018. ISBN 978-950-12-9679-2